# Maria da Fé
Maria da Fé é um município brasileiro do estado de Minas Gerais. Sua população, segundo o Censo 2022 do Instituto Brasileiro de Geografia e Estatística (IBGE), foi de 14 247 habitantes. A sede do município está a 1 258 metros de altitude.
Maria da Fé é um dos municípios mais frios do estado de Minas Gerais. No inverno, as temperaturas mínimas podem ficar abaixo de 0 °C.

## Geografia

### Clima
O município de Maria da Fé apresenta um clima temperado oceânico  (Cfb de acordo com a classificação climática de Köppen-Geiger).
Segundo dados do Instituto Nacional de Meteorologia (INMET), referentes ao período entre maio de 1976 e junho de 1984, 1986 e 1990 e a partir de 1992, a menor temperatura registrada em Maria da Fé foi de −8,4 °C em 21 de julho de 1981, sendo este o recorde oficial de menor temperatura do estado de Minas Gerais, e a maior atingiu 34,4 °C em 19 de janeiro de 2015. O maior acumulado de precipitação em 24 horas atingiu 173 milímetros (mm) em 3 de janeiro de 2000. Outros grandes acumulados iguais ou superiores a 100 mm foram 125 mm em 14 de outubro de 1995, 103,4 mm em 26 de novembro de 2006 e 100,2 mm em 25 de fevereiro de 1995. Desde dezembro de 2006, o menor índice de umidade relativa do ar (URA) foi de 10% nas tardes dos dias 6 de setembro de 2011 e 18 de julho de 2016 e a maior rajada de vento alcançou 22,4 m/s (80,6 km/h) em 21 de setembro de 2010.
| Dados climatológicos para Maria da Fé | Dados climatológicos para Maria da Fé | Dados climatológicos para Maria da Fé | Dados climatológicos para Maria da Fé | Dados climatológicos para Maria da Fé | Dados climatológicos para Maria da Fé | Dados climatológicos para Maria da Fé | Dados climatológicos para Maria da Fé | Dados climatológicos para Maria da Fé | Dados climatológicos para Maria da Fé | Dados climatológicos para Maria da Fé | Dados climatológicos para Maria da Fé | Dados climatológicos para Maria da Fé | Dados climatológicos para Maria da Fé |
| Mês | Jan                                   | Fev                                   | Mar                                   | Abr                                   | Mai                                   | Jun                                   | Jul                                   | Ago                                   | Set                                   | Out                                   | Nov                                   | Dez                                   | Ano                                   |
| --- | ------------------------------------- | ------------------------------------- | ------------------------------------- | ------------------------------------- | ------------------------------------- | ------------------------------------- | ------------------------------------- | ------------------------------------- | ------------------------------------- | ------------------------------------- | ------------------------------------- | ------------------------------------- | ------------------------------------- |
| Temperatura máxima recorde (°C) | 34,4                                  | 32,6                                  | 31                                    | 30,6                                  | 29,6                                  | 28,5                                  | 29,1                                  | 30,4                                  | 32,4                                  | 34,2                                  | 32,4                                  | 32,6                                  | 34,4                                  |
| Temperatura máxima média (°C) | 25,9                                  | 26,6                                  | 25,8                                  | 24,6                                  | 22,1                                  | 21,2                                  | 21,6                                  | 23,5                                  | 24,3                                  | 25                                    | 25,5                                  | 25,5                                  | 24,3                                  |
| Temperatura média compensada (°C) | 19,9                                  | 19,9                                  | 19,2                                  | 17,3                                  | 14,4                                  | 12,7                                  | 13,1                                  | 14,1                                  | 16,4                                  | 18,1                                  | 18,8                                  | 19,4                                  | 16,9                                  |
| Temperatura mínima média (°C) | 15,2                                  | 14,7                                  | 14                                    | 11,4                                  | 8,1                                   | 6,5                                   | 6,3                                   | 7,1                                   | 10,4                                  | 12,6                                  | 13,6                                  | 14,8                                  | 11,2                                  |
| Temperatura mínima recorde (°C) | 3,6                                   | 5,2                                   | 3                                     | 0,6                                   | −5,2                                  | −4,2                                  | −8,4                                  | −8                                    | −2,7                                  | −0,7                                  | 1,4                                   | 3                                     | −8,4                                  |
| Precipitação (mm) | 295,3                                 | 196,3                                 | 175,2                                 | 83,2                                  | 76,3                                  | 42                                    | 32,5                                  | 32,4                                  | 93,6                                  | 139,2                                 | 197,7                                 | 283,4                                 | 1 647,1                               |
| Dias com precipitação (≥ 1 mm) | 18                                    | 14                                    | 14                                    | 7                                     | 5                                     | 4                                     | 3                                     | 3                                     | 7                                     | 11                                    | 14                                    | 18                                    | 118                                   |
| Umidade relativa compensada (%) | 81,4                                  | 80,5                                  | 80,6                                  | 80,1                                  | 79,8                                  | 78,7                                  | 76,3                                  | 71,6                                  | 73                                    | 75,5                                  | 77,7                                  | 80,6                                  | 78                                    |
| Insolação (h) | 148                                   | 161                                   | 176,8                                 | 184,1                                 | 191,9                                 | 194,6                                 | 216,4                                 | 233,1                                 | 184,8                                 | 186,3                                 | 169,6                                 | 146,6                                 | 2 193,2                               |
| Fonte: Instituto Nacional de Meteorologia (INMET) (normal climatológica de 1981-2010; recordes de temperatura: 01/05/1976 a 30/06/1984, 01/01/1986 e 31/12/1990 e 01/01/1992-presente) |                                       |                                       |                                       |                                       |                                       |                                       |                                       |                                       |                                       |                                       |                                       |                                       |                                       |